# Královská fotografická sbírka originálních tisků a negativů na skleněných deskách

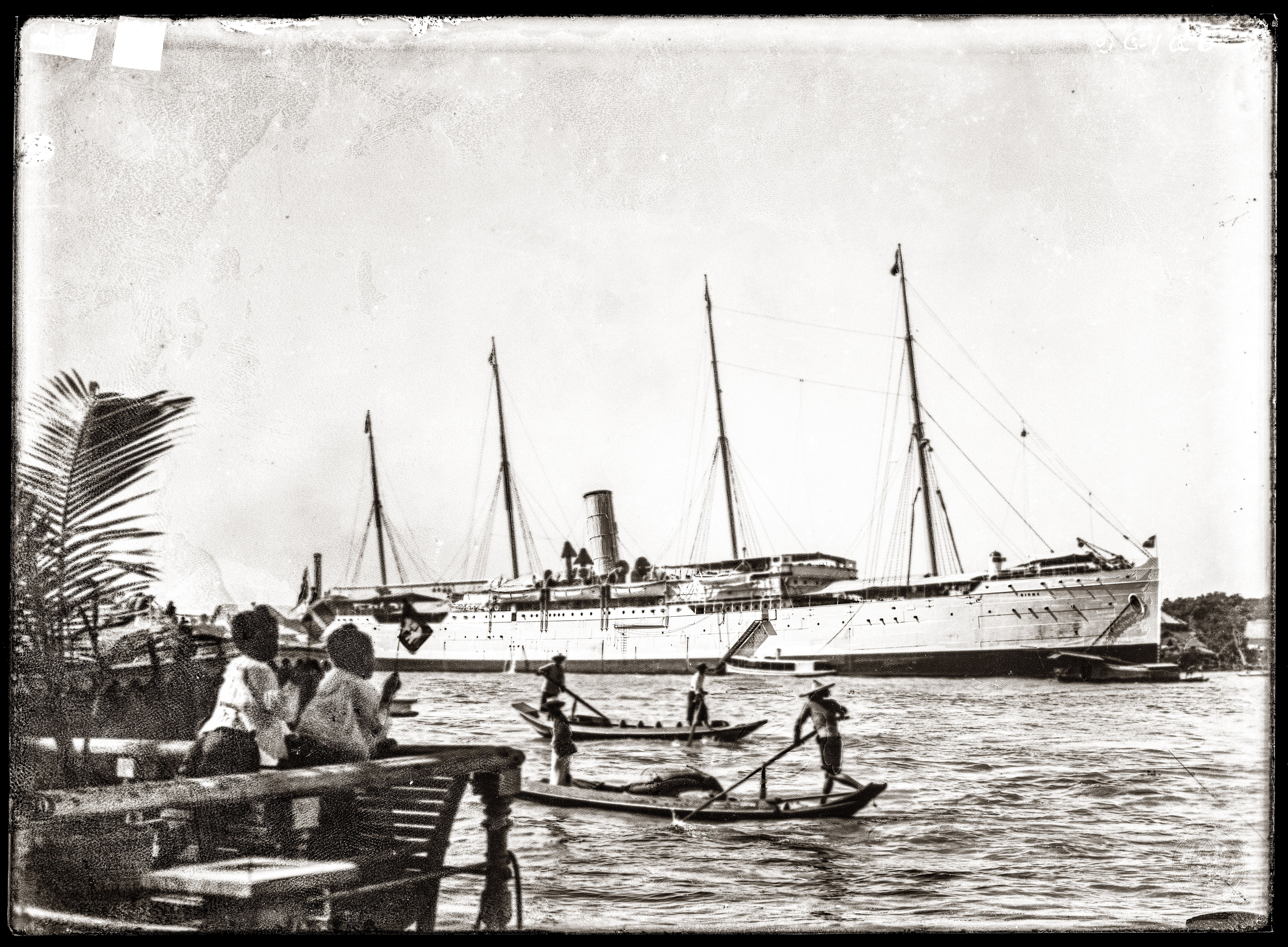
SS Birma, parník Východoasijské společnosti, fotografie ID 07-18 ze sbírky

Kancelář Banque de l'Indochine v Bangkoku. Původní titulek: Velká otevřená kancelář. Mezi moderní prvky patří psací stroje, elektrická světla a stropní ventilátory. 1924-1930.

Královská fotografická sbírka originálních tisků a negativů na skleněných deskách, nebo Vajirañāṇa Royal Library Collection (thajsky ฟิล์มกระจกและภาพต้นฉบับชุดหอพระสมุดวชิรญาณ) je velká sbírka fotografických originálů z Thajska od druhé poloviny 19. století do počátku 20. století, kterou od roku 1977 uchovávají Thajské národní archivy. 

## Historie
Původně je získal princ Damrong Rajanubhab, který shromáždil originály z osobních sbírek králů Chulalongkorna a Vajiravudha, své vlastní sbírky a také několika fotografických studií v Královské knihovně Vajirañāṇa, kterou vedl. Kolekce obsahuje 35 427 skleněných desek o velikosti od 4 do 12 palců (100-300mm), stejně jako téměř 50 000 výtisků, a tvoří podrobný fotografický záznam Thajska (tehdy známého jako Siam) během období modernizace země.   Sbírka byla v roce 2017 zapsána do registru UNESCO Paměť světa.

## Galerie

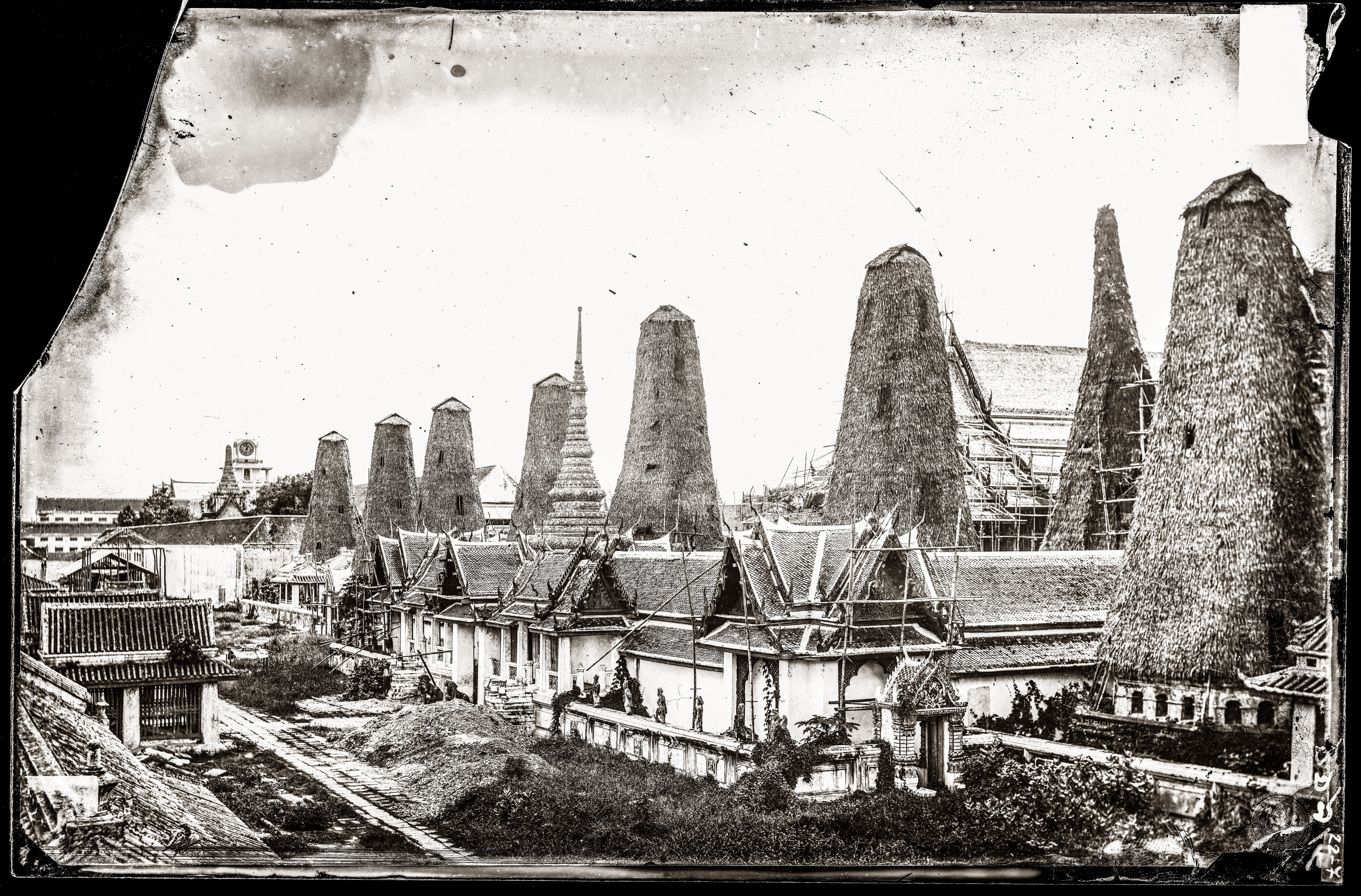